# Ochodaeus carinatus
Ochodaeus carinatus es una especie de coleóptero de la familia Ochodaeidae.

## Distribución geográfica
Habita en Etiopía, Somalia, Kenia y Yibuti.